# Urushiol
Urushiol is het voornaamste bestanddeel van de irriterende olie van gifsumak (Toxicodendron radicans) en andere planten uit het genus Toxicodendron binnen de pruikenboomfamilie, waaronder de Westerse gifeik (Toxicodendron diversilobum) en de Japanse lakboom (Toxicodendron verniciferum).
De naam is afgeleid van urushi, het Japanse woord voor het sap van de Japanse lakboom of kiurushi, dat gebruikt wordt voor Japans lakwerk.
Hoewel de namen gifsumak, gifeik en de Latijnse naam toxicodendron ("giftige boom") anders doen vermoeden, is urushiol geen vergif, maar wel een krachtig allergeen dat een ernstige huiduitslag kan veroorzaken.
Chemisch gezien is urushiol een mengsel van een aantal gelijkaardige verbindingen, namelijk derivaten van catechol (1,2-benzeendiol) met een lange zijketen met 15 of 17 koolstofatomen. Deze alkylketen, hier voorgesteld door R, kan verzadigd zijn of onverzadigd met één of meer dubbele bindingen:
|  | (1) R = (CH2)14CH3 of (2) R = (CH2)7CH=CH(CH2)5CH3 of (3) R = (CH2)7CH=CHCH2CH=CH(CH2)2CH3 of (4) R = (CH2)7CH=CHCH2CH=CHCH=CHCH3 of (5) R = (CH2)7CH=CHCH2CH=CHCH2CH=CH2 etc. |

De exacte samenstelling verschilt naargelang de plantensoort.
Urushiol is een lichtgele vloeistof met een kookpunt tussen 200 en 210 °C. Ze is vrijwel niet oplosbaar in water, maar wel oplosbaar in alcohol, ether of benzeen. 